# Adour
Az Adour (baszkul Aturri, gaszkonyiul Ador) folyó Délnyugat-Franciaország területén.

## Földrajzi adatok
Hautes-Pyrénées megyében, a Pireneusokban ered 2200 méteren, három forrásból melyek az Adour de Payolle, Adour de Gripp és az Adour de Lesponne. Az átlagos vízhozama 350 m³ másodpercenként. Vízgyűjtő területe 16 912 km², hossza 309 km. Bayonne-nál torkollik az Atlanti-óceán Vizcayai-öblébe.

## Megyék és városok a folyó mentén
- Hautes-Pyrénées: Bagnères-de-Bigorre, Tarbes, Maubourguet
- Gers: Riscle
- Landes: Aire-sur-l'Adour, Grenade-sur-l'Adour, Saint-Sever, Dax, Tarnos

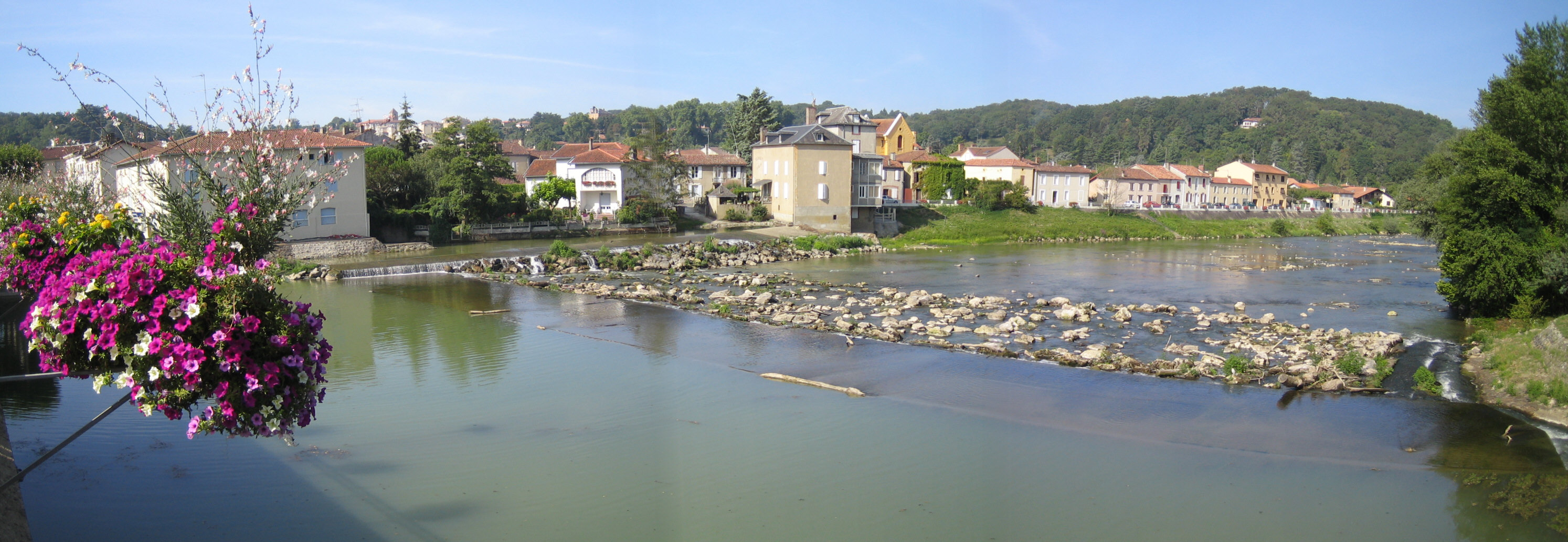
Az Adour Aire-sur-l'Adour-nál

- Pyrénées-Atlantiques: Bayonne

## Mellékfolyói
- Échez
- Arros
- Midouze
- Luy
- Gaves réunis
- Bidouze
- Nive